# Eleutherodactylus schwartzi
Eleutherodactylus schwartzi es una especie de anfibio anuro de la familia Eleutherodactylidae.

## Distribución geográfica
Esta especie es endémica de las Islas Vírgenes. Habita entre los 730 y 1370 m sobre el nivel del mar en Tórtola, Guana, Great Dog Island y Virgin Gorda en las Islas Vírgenes Británicas. Ella desapareció de San Juan en las Islas Vírgenes de los Estados Unidos.

## Descripción
El holotipo femenino mide 33 mm y de los machos de 16 a 23 mm.

## Etimología
Esta especie lleva el nombre en honor a Albert Schwartz.

## Publicación original
- Thomas, 1966 : New species of Antillean Eleutherodactylus. Quarterly Journal of the Florida Academy of Science, vol. 28, n.º 4, p. 375-391[5]